# Viciria
Viciria Thorell, 1877 è un genere di ragni appartenente alla famiglia Salticidae.

## Caratteristiche
In questo genere entrambi i sessi misurano da 7 a 12 millimetri. le colorazioni sono simili a quelle del genere Telamonia Thorell, 1887, ma l'opistosoma dei Viciria è più allungato e di forma pressoché cilindrica. Peculiare è una singola banda larga longitudinale con un disegno di puntini neri sull'opistosoma. Una striscia bianca mediana è presente sul cefalotorace delle femmine.
I maschi di V. praemandibularis hanno un cefalotorace arancione con peli color bronzo e un opistosoma arancione con una striscia marrone scuro nel mezzo. Le zampe sono giallastre, ad eccezione del primo paio di colore marrone.
Le femmine hanno il cefalotorace di colore giallo con una banda bianca delimitata da due strisce arancioni. La banda mediana dell'opistosoma è di colore arancione brillante, il resto è giallastro. Le zampe sono di colore più pallido dei maschi.

## Distribuzione
Le 38 specie oggi note di questo genere sono state rinvenute in varie località dell'Africa e dell'Asia, prevalentemente in Africa occidentale e in Indonesia.

## Tassonomia
Considerato un sinonimo anteriore di Eupalina Strand, 1932, a seguito di un lavoro dell'aracnologo Prószynski del 1984, con trasferimento della specie tipo.
A dicembre 2010, si compone di 38 specie e una sottospecie:
1. Viciria alba Peckham & Peckham, 1903 — Africa meridionale
2. Viciria albocincta Thorell, 1899 — Camerun, Gabon
3. Viciria albolimbata Simon, 1885 — Sumatra
4. Viciria arrogans Peckham & Peckham, 1907 — Borneo
5. Viciria besanconi Berland & Millot, 1941 — Guinea
6. Viciria chabanaudi Fage, 1923 — Africa occidentale
7. Viciria chrysophaea Simon, 1903 — Gabon
8. Viciria concolor Peckham & Peckham, 1907 — Borneo
9. Viciria detrita Strand, 1922 — Sumatra
10. Viciria diademata Simon, 1902 — India
11. Viciria diatreta Simon, 1902 — India
12. Viciria epileuca Simon, 1903 — Gabon
13. Viciria equestris Simon, 1903 — Gabon
  - Viciria equestris pallida Berland & Millot, 1941 — Costa d'Avorio
14. Viciria flavipes Peckham & Peckham, 1903 — Sudafrica
15. Viciria flavolimbata Simon, 1910 — Guinea-Bissau
16. Viciria fuscimana Simon, 1903 — Africa occidentale
17. Viciria longiuscula Thorell, 1899 — Camerun
18. Viciria lucida Peckham & Peckham, 1907 — Borneo
19. Viciria minima Reimoser, 1934 — India
20. Viciria miranda Peckham & Peckham, 1907 — Borneo
21. Viciria moesta Peckham & Peckham, 1907 — Borneo
22. Viciria mondoni Berland & Millot, 1941 — Costa d'Avorio
23. Viciria monodi Berland & Millot, 1941 — Costa d'Avorio
24. Viciria niveimana Simon, 1902 — Africa occidentale
25. Viciria ocellata (Thorell, 1899) — Africa occidentale, Bioko (Golfo di Guinea)
26. Viciria pallens Thorell, 1877 — Celebes
27. Viciria paludosa Peckham & Peckham, 1907 — Borneo
28. Viciria pavesii Thorell, 1877[3] — Celebes
29. Viciria peckhamorum Lessert, 1927 — Guinea, Congo
30. Viciria petulans Peckham & Peckham, 1907 — Borneo
31. Viciria polysticta Simon, 1902 — Sri Lanka
32. Viciria praemandibularis (Hasselt, 1893) — da Singapore a Celebes
33. Viciria prenanti Berland & Millot, 1941 — Costa d'Avorio
34. Viciria rhinoceros Hasselt, 1894 — Celebes
35. Viciria scintillans Simon, 1910 — Africa occidentale
36. Viciria semicoccinea Simon, 1902 — Giava
37. Viciria tergina Simon, 1903 — Guinea Equatoriale
38. Viciria thoracica Thorell, 1899 — Camerun

### Specie trasferite
La variabilità dei caratteri di questo genere è testimoniata anche dal gran numero di specie, ben 18, trasferite ad altri generi:
1. Viciria alboguttata Thorell, 1887; trasferita al genere Epeus.
2. Viciria bombycina Simon, 1902; trasferita al genere Telamonia.
3. Viciria caprina Simon, 1903; trasferita al genere Telamonia.
4. Viciria dimidiata Simon, 1899; trasferita al genere Telamonia.
5. Viciria elegans Thorell, 1887; trasferita al genere Telamonia.
6. Viciria flavobilineata (Doleschall, 1859); trasferita al genere Epeus.
7. Viciria flavocincta (C. L. Koch, 1846); trasferita al genere Evarcha.
8. Viciria formosa Simon, 1902; trasferita al genere Telamonia.
9. Viciria hasselti (Thorell, 1878); trasferita al genere Telamonia.
10. Viciria jeanneli Berland & Millot, 1941; trasferita al genere Malloneta.
11. Viciria lawrencei Lessert, 1927; trasferita al genere Hyllus.
12. Viciria morigera Peckham & Peckham, 1903; trasferita al genere Evarcha.
13. Viciria mustela Simon, 1902; trasferita al genere Evarcha.
14. Viciria parmata Peckham & Peckham, 1903; trasferita al genere Evarcha.
15. Viciria signata Simon, 1899; trasferita al genere Telamonia.
16. Viciria sponsa Simon, 1902; trasferita al genere Telamonia.
17. Viciria tener (Simon, 1877); trasferita al genere Epeus.
18. Viciria terebrifera Thorell, 1892; trasferita al genere Telamonia.